# Alain Racine
 (août 2019).
Si vous disposez d'ouvrages ou d'articles de référence ou si vous connaissez des sites web de qualité traitant du thème abordé ici, merci de compléter l'article en donnant les références utiles à sa vérifiabilité et en les liant à la section « Notes et références ».
Alain Racine (né en 1967 au Nouveau-Brunswick) est un physiothérapeute et entrepreneur acadien. Il a fondé et préside Physio Extra, GYM-SPA Le St-Jude et TopCINQ, une agence-conseil offrant des services de mentorat et de coaching principalement orienté vers les jeunes entrepreneurs.

## Biographie
Au sein de l'entreprise Spectar, dont il est propriétaire, Alain Racine fut gérant d’artistes, producteur de spectacles, producteur de disques, « booker », réalisateur et éditeur. Il remporta, en 2003, le prix SOCAN (éditeur) pour sa chanson Feel Happy de Véronic Dicaire. Parmi les plus grandes réalisations de Spectar, on compte la création des Mecs Comiques, qui a fait connaitre au grand public Alex Perron, Louis Morissette et Jean-François Baril.
Peu de temps après ses débuts en tant que physiothérapeute, Alain Racine crée Physio Extra en 1997. Maintenant à la tête d’un des réseaux de cliniques privées en réadaptation, il fut finaliste et récipiendaire de nombreux prix, dont les Mercuriades, le Défi Meilleurs Employeurs et Canada’s Top 100 Employers. Il obtient en 2012 le Prix Excellence de l’Ordre professionnel de la physiothérapie du Québec pour son dévouement et son apport à l’avancement de la physiothérapie.
En 2008, il investit 5 millions de dollars dans la transformation d'une église en centre de santé et spa nordique en plein cœur du Plateau Mont-Royal. Il inaugure le Saint-Jude Espace Tonusen 2013.

## Implications
En 2018, il s’implique de plus en plus auprès de l’Ordre des administrateurs agréés dans les dossiers de gestionnaires/administrateurs immigrants en participant au développement de différents outils, en aidant comme mentor pour plusieurs jeunes et moins jeunes gestionnaires. 

## Prix et distinctions
- Canada’s Top 100 Employers[réf. nécessaire][8]
- Prix Estim (2009-2010-2015 finaliste – 2011 lauréat dans deux catégories – 2016 lauréat[réf. nécessaire][11]
- Le Gala du Griffon d’or (2012-2016 finaliste – 2013-2014-2015 lauréat)[réf. nécessaire][12]
- Les Affaires – Palmarès des 300 plus grandes PME du Québec (2013 – 161e/300 au classement général – 2015 – 231e/300 au classement général – finaliste)[réf. nécessaire][13]
- Défi Meilleurs Employeurs (2007-2008 finaliste – 2009-2010-2012 lauréat)[réf. nécessaire][7]
- Dunamis Laval (2009 finaliste et lauréat – 2010-2017 finaliste – 2011 lauréat dans deux catégories)[réf. nécessaire][14]
- STELLAR (2010 lauréat)[réf. nécessaire][15]
- Les Mercuriades (2019 lauréat) – Engagement dans la collectivité Agropur[6]
- 2012, Prix Excellence de l’Ordre professionnel de la physiothérapie du Québec[16]